# HTC–Highroad
HTC–Highroad (UCI kód: THR), dříve známý jako Team Telekom nebo T-Mobile Team, byl americký profesionální cyklistický WorldTeam založený v německu roku 1989 jako Stuttgart–Merckx–Gonsor. Posledním hlavním sponzorem týmu byla společnost HTC, mezi dřívějšími sponzory pak najdeme společnost Columbia Sportswear nebo právě německý T-Mobile. Tým zanikl po sezoně 2011, jelikož se mu nepodařilo najít nového hlavního sponzora.

## Celková vítězství na Grand Tours
- Tour de France 1996, Bjarne Riis
- Tour de France 1997, Jan Ullrich
- Vuelta a España 1999, Jan Ullrich

## Vítězství na národních a světových šampionátech
| Mistr Německa v silničním závodu mužů, Dariusz Kajzer Mistr Německa v silničním závodu mužů, Udo Bölts Mistr Německa v silničním závodu mužů, Jens Heppner Mistr Německa v silničním závodu mužů, Udo Bölts Mistr Německa v časovce mužů, Jan Ullrich Mistr Dánska v silničním závodu mužů, Bjarne Riis Mistr Dánska v časovce mužů, Bjarne Riis Mistr Rakouska v silničním závodu mužů, Georg Totschnig Mistr Rakouska v časovce mužů, Georg Totschnig Mistr Německa v silničním závodu mužů, Jan Ullrich Mistr Německa v silničním závodu mužů, Erik Zabel Mistr světa v časovce mužů, Jan Ullrich Mistr Německa v silničním závodu mužů, Udo Bölts Mistr Německa v silničním závodu mužů, Rolf Aldag Mistr Německa v silničním závodu mužů, Jan Ullrich Mistr světa v časovce mužů, Jan Ullrich Mistr Kazachstánu v silničním závodu mužů, Andrey Mizurov Mistr Německa v silničním závodu mužů, Danilo Hondo Mistr Německa v silničním závodu mužů, Erik Zabel Mistr Německa v silničním závodu mužů, Andreas Klöden Mistr Kazachstánu v silničním závodu mužů, Alexander Vinokourov Mistr Ruska v silničním závodu mužů, Sergei Ivanov Mistr Rakouska v silničním závodu mužů, Bernhard Kohl | Mistr Německa v časovce mužů, Bert Grabsch Mistr Itálie v časovce mužů, Marco Pinotti Mistr Austrálie v časovce mužů, Adam Hansen Mistr Norska v časovce mužů, Edvald Boasson Hagen Mistr Lucemburska v časovce mužů, Kim Kirchen Italian Time Trial, Marco Pinotti Mistr České republiky v časovce mužů, František Raboň Mistr Německa v časovce mužů, Bert Grabsch Mistr světa v časovce mužů, Bert Grabsch Mistr Austrálie v časovce mužů, Michael Rogers Mistr Itálie v časovce mužů, Marco Pinotti Mistr Norska v časovce mužů, Edvald Boasson Hagen Mistr České republiky v časovce mužů, František Raboň Mistr Lucemburska v časovce mužů, Kim Kirchen Mistr Německa v časovce mužů,, Bert Grabsch Mistr Belgie v časovce mužů, Maxime Monfort Mistr USA v silničním závodu mužů, George Hincapie Mistr Běloruska v časovce mužů, Kanstantsin Sivtsov Mistr Německa v časovce mužů, Tony Martin Mistr České republiky v časovce mužů, František Raboň Mistr Itálie v časovce mužů, Marco Pinotti Mistr Lotyšska v silničním závodu mužů, Aleksejs Saramotins Mistr Slovenska v časovce mužů, Martin Velits Mistr Nového Zélandu v silničním závodu mužů, Hayden Roulston Mistr Běloruska v časovce mužů, Kanstantsin Sivtsov Mistr Německa v časovce mužů, Bert Grabsch Mistr Irska v silničním závodu mužů, Matthew Brammeier Mistr Irska v časovce mužů, , Matthew Brammeier Mistr Lotyšska v časovce mužů, Gatis Smukulis Mistr světa v silničním závodu mužů, Mark Cavendish |

## Češi a Slováci v týmu
- Tomáš Konečný (2004–2005)[2]
- František Raboň (2006–2011)[3]
- Martin Velits (2010–2011)[4]
- Peter Velits (2010–2011)[5]